# Bienvenu de Miollis
Pour les articles homonymes, voir Miollis.
Pour les autres membres de la famille, voir Famille de Miollis.
François Melchior Charles Bienvenu de Miollis, né le 19 juin 1753 à Aix-en-Provence et mort le 27 juin 1843 à Aix en Provence, est un homme d'Église français, évêque de Digne de 1805 à 1838. 

## Biographie
D'une famille anoblie en 1770, il est le fils de Joseph-Laurent de Miollis, (1715-1792), lieutenant-général civil et criminel en la sénéchaussée d'Aix, conseiller au Parlement de Provence et de Marie Thérèse Delphine Boyer de Fonscolombe (fille d'Honoré Boyer de Fonscolombe (en)). Plusieurs de ses frères se distinguent : Balthazar et Sextius Alexandre François sont généraux et Honoré-Gabriel, qui est docteur en droit en 1781, avocat puis préfet du Finistère de 1805 à 1815, est créé baron de Miollis en 1830.

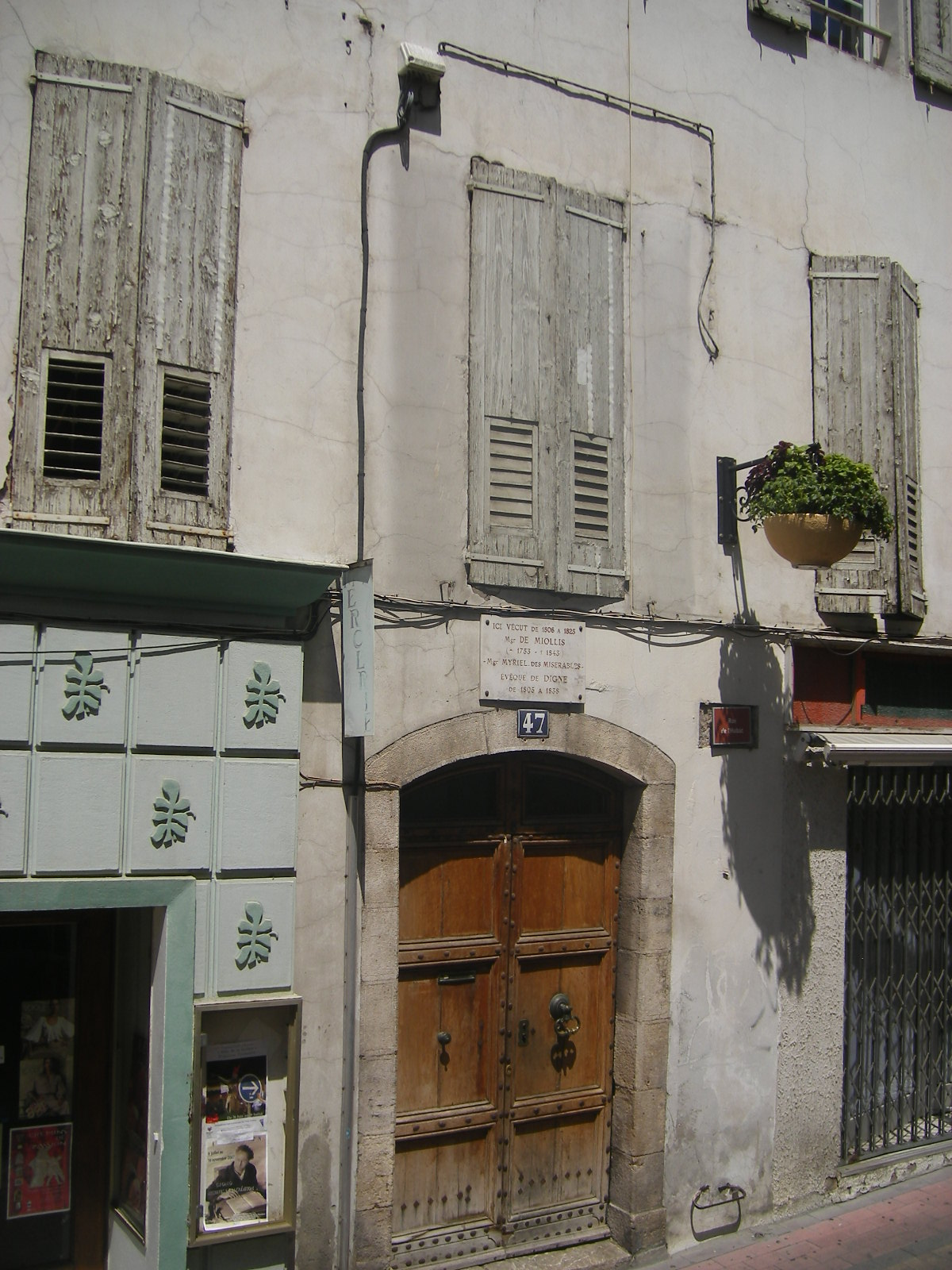
Maison de Miollis à Digne.

Ordonné prêtre le 20 septembre 1777 à Carpentras, il s'occupe de l'enseignement du catéchisme en zone rurale. En 1791, il refuse de prêter le serment constitutionnel au nouveau statut de l'Église imposé pendant la Révolution et émigre à Rome, où il reste dix ans.
Rentré à Aix en 1801, il est nommé vicaire de Brignoles en 1804.
Il est nommé évêque de Digne en 1805 et le reste jusqu'à sa démission en 1838, du fait de son grand âge et de son état de santé. Il devient alors évêque émérite jusqu'à son décès.
Il assiste au concile de Paris de 1811, durant lequel il résiste avec une grande fermeté aux prétentions de Napoléon.
Il inspire le personnage de l'évêque Myriel dans Les Misérables de Victor Hugo. La ressemblance ne s'arrête d'ailleurs pas au nom, aux lieux ou au comportement ; en octobre 1806, Miollis recueille chez lui un forçat libéré, du nom de Pierre Maurin, que personne ne veut accueillir, l'héberge et cherche comment restaurer sa dignité. Le lien avec Jean Valjean est explicitement fait par l'éditeur des œuvres complètes de Victor Hugo.

## Procès en béatification
L'ouverture de son procès en béatification est votée à l'issue de l'Assemblée plénière des évêques de France le 8 novembre 2023,.

## Distinction
- Chevalier de la Légion d'honneur (15 aout 1810)[7].

## Armes
D'azur au chevron d'or accompagné de 3 lis d'argent.